# Buriasco
Buriasco – miejscowość i gmina we Włoszech, w regionie Piemont, w prowincji Turyn.
Według danych na rok 2004 gminę zamieszkiwały 1304 osoby, 93,1 os./km².

## Miasta partnerskie
- María Juana